# Bitwa koło Wysp Egadzkich
Bitwa morska koło Wysp Egadzkich – starcie zbrojne Rzymian i Kartagińczyków w roku 241 p.n.e., w czasie I wojny punickiej. 
Po roku 249 p.n.e. Rzymianie doświadczeni wcześniejszymi porażkami rozpoczęli odbudowę floty. Sfinansowano naprędce budowę dwustu lekkich galer, które skierowano do oblężenia twierdz kartagińskich w Drepanum i Lilybeum. Dowódcą floty rzymskiej został konsul Gajusz Lutacjusz Katulus. Kartagińczycy tymczasem, czując się pewnie na morzu po odniesionych zwycięstwach, rozbroili swoje okręty i zwolnili załogi. W rezultacie przeciwko Rzymianom skierowano pośpiesznie zebraną flotę z mało doświadczonymi żeglarzami pod wodzą Hannona. Okręty kartagińskie, przeładowane żywnością dla wojsk na Sycylii, były zdecydowanie mniej zwrotne od jednostek rzymskich. 
W marcu 241 p.n.e. flota kartagińska pojawiła się w pobliżu Hiery (Iera Nesos) w archipelagu Wysp Egadzkich. Hannon zamierzał dopłynąć do Sycylii, gdzie miała być przekazana żywność dla armii Hamilkara, a następnie wzmocnić się doświadczonym wojskiem i wydać Rzymianom bitwę. Przewidział to jednak Lutacjusz, który 10 marca 241 p.n.e. wyruszył naprzeciw flocie kartagińskiej. W pobliżu wyspy Eguza (Aegusa) doszło do spotkania obu flot. Bitwa zakończyła się klęską Kartagińczyków, którzy stracili pięćdziesiąt okrętów zatopionych i siedemdziesiąt zdobytych przez Rzymian. Klęska na morzu uniemożliwiła zaopatrzenie armii kartagińskiej na Sycylii, co wpłynęło na wynik wojny. W tym samym roku obie strony zawarły porozumienie pokojowe, na mocy którego Kartagina zrzekła się Sycylii.